# Layshia Clarendon
Pour l’article homonyme, voir Clarendon.
Layshia Clarendon, née le 2 mai 1991 à San Bernardino (Californie), est une joueuse américaine de basket-ball.

## Biographie

### NCAA
Formée aux Golden Bears de l'Université de Californie à Berkeley, elle en sort diplômée en 2013.
Pour sa saison senior, elle reçoit une reconnaissance nationale, figurant parmi les finalistes du Senior CLASS Award,. Les Bears enregistrent 28 victoires pour seulement 2 défaites (avant le tournoi de la Pac-12), permettant une qualification pour le tournoi final NCAA. Clarendon et les Bears se qualifient pour la première fois pour le Final Four, jusqu'à une élimination contre les Cardinals de Louisville.

### WNBA
Neuvième la draft WNBA 2013, elle est choisie par le Fever de l'Indiana.
Joueuse de complément, elle dispute les Finales WNBA 2015 en étant un bon relais de Briann January lors de la quatrième manche.
Le 11 mai 2016, peu avant le début de la saison WNBA 2016, elle est transférée au Dream d'Atlanta, au terme de trois saisons dans l'Indiana (6,7 points et 2,0 passes décisives en 2015) contre un second tour de la draft WNBA 2017. Quand elle apprend son transfert, alors qu'elle venait de travailler son tir à trois points et pratiqué activement la musculation (6 kilos de muscle en plus), elle a le « cœur brisé » : « J'étais vraiment surprise. Je n'avais rien vu venir. Je venais juste d’emménager dans mon nouvel appartement. Je me suis assise et j'ai pleuré ». Mais lors de son entretien avec les coachs Michael Cooper et Karleen Thompson en arrivant à Atlanta, elle réalise que sa venue était très désirée « Il m'a dit qu'il croyait en moi et était vraiment excité de ma venue. » Cooper se souvenait d'elle quand ils étaient tous deux dans la conférence Pac 12. Elle intègre le cinq de départ d'un Dream plus vif que la saison passée avec un rôle majeur pour 14,5 points et 5,5 rebonds en six rencontres dont 5 victoires.
Quelques jours après sa sélection pour le WNBA All-Star Game 2017, la première participation de sa carrière, elle a annoncé la réussite de son premier triple-double face au Mercury de Phoenix le 25 juillet 2017 avec 15 points, 10 rebonds et 11 passes décisives, mais sa performance est réévaluée à 9 passes décisives.
Le 9 juillet 2018, elle est échangée avec un second tour de la draft WNBA 2019 par le Dream contre Alex Bentley et envoyée au Sun.
Le 10 février 2020, elle signe un contrat de longue durée avec le Liberty de New York. Malgré seulement deux victoires, Clarendon est une des meilleures joueuses du Liberty (11,5 points et 3,9 passes décisives).
La saison suivante, elle n'entre qu'une fois en jeu sur trois rencontres, pour trois minutes, avant d'être remerciée par le Liberty le 20 mai 2021. Elle est engagée temporairement par le Lynx du Minnesota le 30 mai et contribue ce premier soir à la victoire du Lynx sur le Sun du Connecticut en inscrivant cinq points lors de la prolongation. Son contrat précaire est pérennisé le 2 juillet jusqu'à la fin de la saison. En 20 rencontres, ses moyennes sont de 10,5 points, 5,7 passes décisives et 3,3 rebonds et elle est immédiatement appréciée de l'entraîneuse Cheryl Reeve et de ses coéquipières.

### Europe
Elle signe pour sa première saison européenne en 2014 à l'USK Prague.

### Équipe nationale
Elle est membre de la sélection américaine qui remporte la Coupe du monde 2018 en enchaînant six rencontres sans défaite en Espagne.

## Clubs

### États-Unis
- 2005-2009 : Cajon High School
- 2009-2013 : Golden Bears de la Californie
- 2013-2015 : Fever de l'Indiana
- 2016-2018 : Dream d'Atlanta
- 2018-2019 : Sun du Connecticut
- 2020-2021 : Liberty de New York
- 2021- : Lynx du Minnesota

### Europe
- 2013-2014 : USK Prague

## Palmarès
- Médaille d’or de la Coupe du monde 2018[18]

## Distinctions individuelles
- Sélection au WNBA All-Star Game 2017[19]

## Vie privée
À l'université, elle milite pour les droits LGBT. En effet, sa sœur ainée lesbienne avait souffert de reproches de ses parents qui se tournèrent vers la religion. Elle dissimule son orientation, connue de son frère et de sa sœur, jusqu'à son année sophomore où elle en fait part à sa mère qui l'accepte progressivement ainsi que les amies de Layshia. Elle découvre également la foi en Californie : « Je m'identifie comme noire, gay, femme, non-cisgenre et chrétienne. Je suis extérieure même à l'intérieur de chaque communauté à laquelle j'appartiens. Toute mon existence défie les barrières de race, de sexe, de genre et de religion. » En avril 2017, elle révèle avoir été violée dans sa jeunesse. En janvier 2018, elle porte plainte pour agression sexuelle contre un membre du staff de son université.
Mariée à Jessica Dolan, qui fin 2020 attend la naissance d'un enfant, Layshia Clarendon s'identifie depuis non-binaire. En décembre 2020, elle s'interroge en sus sur sa possible transidentité : « Je m'identifie comme une femme noire, mais le genre est une autre identité sociale que je dois également concilier. Le genre est un spectre large. Je comprends que mon allure est plus masculine qu'elle ne l'est pas (...) Il n'y a pas qu'une manière d'être trans ». En février 2021, elle annonce avoir subi quelques semaines plus tôt une ablation des seins et déclare : « Je veux que les personnes trans sachent et voient que nous avons toujours existé et que personne ne peut nous effacer. Je veux que les gens se souviennent que ma liberté est votre liberté parce qu’aucun de nous n’est libre tant que nous ne sommes pas tous libres ».